# Sébastien Henriette
Pour les articles homonymes, voir Henriette.
Sébastien Henriette, né le 25 janvier 1985, est un coureur cycliste français spécialiste de la piste.

## Palmarès

### Championnats de France
- 2004
  - 3e du keirin
- 2005
  -  Champion de France du kilomètre espoirs
  - 2e du kilomètre
  - 2e de la vitesse par équipes
- 2006
  - 3e de la vitesse par équipes
- 2007
  - 3e du kilomètre
- 2008
  - 2e du keirin